# Relaciones República Democrática del Congo-Estados Unidos
Las relaciones República Democrática del Congo-Estados Unidos son las relaciones diplomáticas entre Estados Unidos y la República Democrática del Congo.

## Historia y resumen

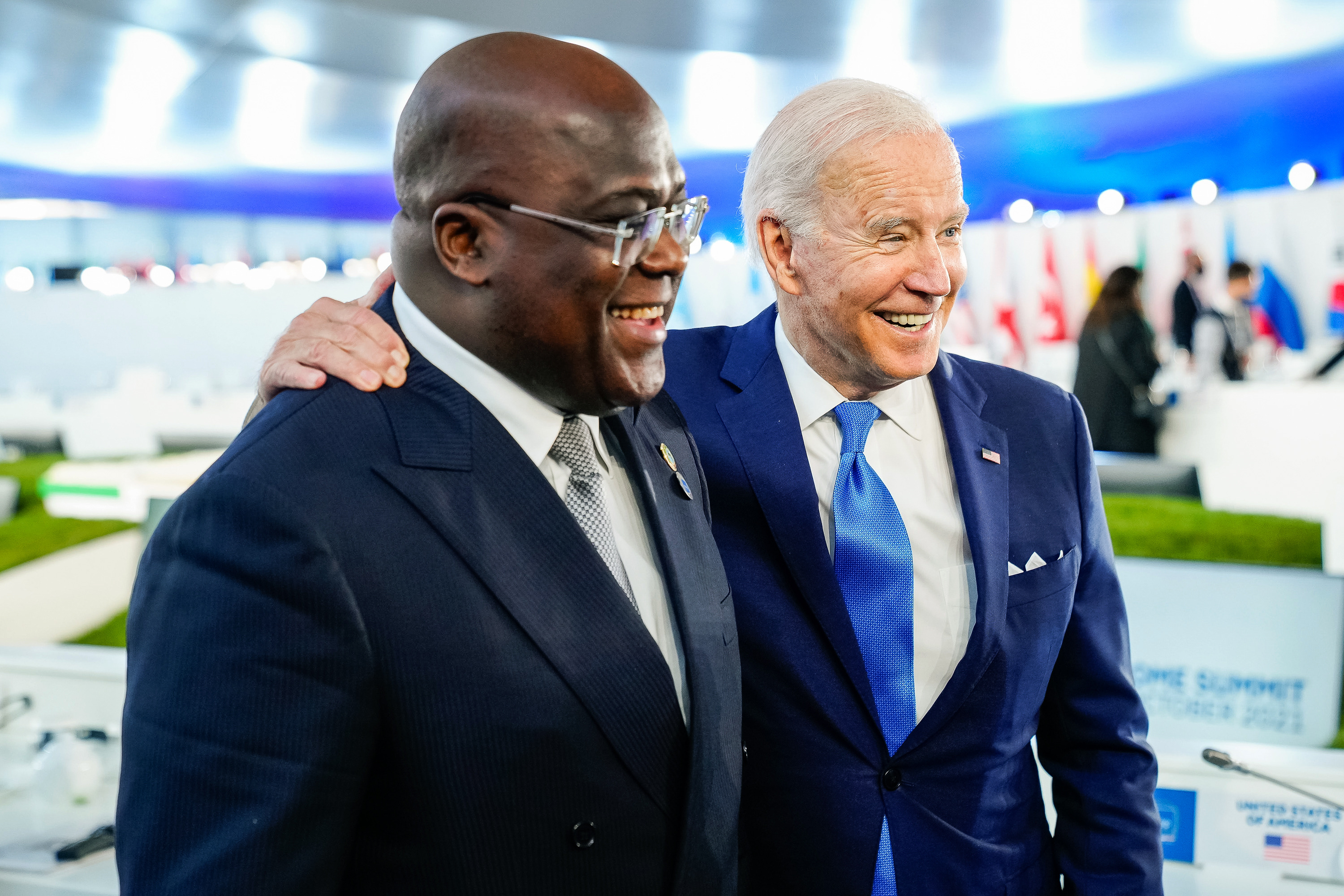
Hoy hemos tenido un día productivo de reuniones en el G20. El impuesto mínimo global que hemos debatido hoy supone un cambio radical para los trabajadores, los contribuyentes y las empresas estadounidenses. Estoy deseando que llegue el segundo día.

La posición dominante en África Central hace que la estabilidad en la RDC sea un elemento importante de la estabilidad general en la región. En diciembre de 2006, la República Democrática del Congo inauguró su primer presidente democráticamente elegido en más de 40 años, la culminación de los esfuerzos del pueblo congoleño para elegir a sus líderes a través de un proceso democrático y pacífico. Estados Unidos desempeñó un papel en el proceso de paz en la RDC.
Cuando la RDC fue conocida como Zaire, tenía una fuerte alianza con los Estados Unidos. Esto se debió en parte a que se consideraba al líder de Zaire Mobutu Sese Seko como un fuerte anticomunista, y el gobierno de los Estados Unidos veía a Zaire como un útil amortiguador de estabilidad para evitar la propagación del marxismo en África. El propio Mobutu fue amigo de la mayoría de los presidentes de los Estados Unidos durante su presidencia, y también pudo obtener mucha ayuda extranjera de los Estados Unidos y el oeste. Zaire también se encontró en el mismo lado que Estados Unidos y Sudáfrica luchando contra los revolucionarios respaldados por Cuba y los soviéticos durante la guerra civil angoleña. Sin embargo, después de la caída de la Unión Soviética en 1991, las relaciones se debilitaron significativamente, y dado que el socialismo era una amenaza menor para los intereses occidentales en África, el gobierno de los Estados Unidos vio menos necesidad de apuntalar el régimen de Mobutu, que era También acusado de violaciones de derechos humanos. Esto condujo finalmente al colapso de Zaire ya que Mobutu no estaba preparado para el destino de su régimen en la primera guerra del Congo. No mucho después del cambio de régimen, Zaire se convirtió en la República Democrática del Congo.
Los Estados Unidos siguen siendo socios con la RDC y otras naciones de África central en su búsqueda de estabilidad y crecimiento en el continente, y facilitaron la firma de un acuerdo tripartito sobre seguridad regional en la región de los Grandes Lagos entre la RDC, Ruanda y Uganda en octubre de 2004. Burundi se unió formalmente a la Comisión Tripartita en septiembre de 2005, y la Comisión Tripartita es ahora Tripartita Plus. Los Estados Unidos también apoyaron los esfuerzos de la ONU para crear un Mecanismo de Verificación Conjunto para monitorear la frontera entre la RDC y Ruanda. Desde el inicio de la crisis del Congo, los Estados Unidos han seguido una estrategia diplomática activa en apoyo de estos objetivos. A largo plazo, Estados Unidos busca fortalecer el proceso de reconciliación interna y democratización dentro de todos los estados de la región para promover naciones estables, en desarrollo y democráticas con las que pueda trabajar para abordar los intereses de seguridad en el continente y desarrollar beneficios mutuos. relaciones económicas
Los Estados Unidos nombraron a su actual embajador en la República Democrática del Congo en 2007. El DRC designó a su actual embajador en los Estados Unidos en 2000. La República Democrática del Congo ha estado en la lista de asesores de viajes del Departamento de Estado desde 1977.

## Oficiales principales de los Estados Unidos
- Embajador — James C. Swan
- Jefe de misión adjunto: Eric H Madison

## Misiones diplomáticas
- Los EE. UU. Embajada se encuentra en Kinshasa.